# P.J. Tucker
Anthony Leon „P.J.” Tucker Jr. (ur. 5 maja 1985 w Raleigh) – amerykański koszykarz, występujący na pozycjach obrońcy oraz skrzydłowego, od 2023 zawodnik zespołu Los Angeles Clippers.
23 lutego 2017 został wytransferowany do Toronto Raptors w zamian za Jareda Sullingera, wybory II rundy draftów 2017 i 2018 oraz zobowiązania gotówkowe. 6 lipca 2017 podpisał umowę z Houston Rockets.
19 marca 2021 został wytransferowany do Milwaukee Bucks. 7 sierpnia 2021 dołączył do Miami Heat. 6 lipca 2022 został zawodnikiem Philadelphia 76ers. 1 listopada 2023 trafił w wyniku wymiany do Los Angeles Clippers.

## Osiągnięcia
Stan na 5 listopada 2023, na podstawie, o ile nie zaznaczono inaczej.
NCAA
- Zawodnik Roku Konferencji Big 12 (2006)[8]
- Zaliczony do:
  - II składu All-American (2006)
  - I składu:
    - Big 12 (2006)
    - pierwszoroczniaków Big 12 (2004)
    - defensywnego Big 12 (2006)

  - turnieju Big 12 (2006)
  - składu All-Big 12 Honorable Mention (2004)

NBA
- Mistrz NBA (2021)[9]

Drużynowe
- Mistrz:
  - Niemiec (2012)
  - Izraela (2008)
- Zdobywca Pucharu Niemiec (2012)

Indywidualne
- MVP:
  - finałów ligi niemieckiej (2012)
  - ligi izraelskiej (2008)
- Uczestnik meczu gwiazd ligi:
  - niemieckiej (2012)
  - ukraińskiej (2009)
- Lider strzelców ligi ukraińskiej (2009)
- Zwycięzca konkursu wsadów ligi ukraińskiej (2009)
- Zaliczony do I składu ligi:
  - niemieckiej – Beko BBL (2012)
  - izraelskiej (2008)